# Tổng tuyển cử Zimbabwe 2023
Cuộc tổng tuyển cử được tổ chức trên khắp Zimbabwe vào ngày 23 và 24 tháng 8 năm 2023 để bầu tổng thống, hạ viện và thượng viện. Cuộc đua chính cho chức tổng thống diễn ra giữa hai ứng cử viên gốc Karanga: Emmerson Mnangagwa của đảng ZANU–PF và Nelson Chamisa của đảng Liên minh Công dân Vì Sự Thay đổi.

## Kết quả

### Tổng thống
| Ứng cử viên                               | Ứng cử viên                  | Đảng                                              | Phiếu bầu | %      |
| ----------------------------------------- | ---------------------------- | ------------------------------------------------- | --------- | ------ |
|                                           | Emmerson Mnangagwa           | ZANU–PF                                           | 2.350.711 | 52.60  |
|                                           | Nelson Chamisa               | Liên minh Công dân Vì Sự Thay đổi                 | 1.967.343 | 44.03  |
|                                           | Wilbert Mubaiwa              | Đại hội Nhân dân Toàn quốc                        | 53.517    | 1.20   |
|                                           | Douglas Mwonzora             | Phong trào Thay đổi vì Dân chủ – Tsvangirai       | 28.883    | 0.65   |
|                                           | Joseph Makamba Busha         | Đại hội FreeZim                                   | 18.816    | 0.42   |
|                                           | Blessing Kasiyamhuru         | Quan hệ đối tác vì Sự Thịnh vượng của Zimbabwe    | 13.060    | 0.29   |
|                                           | Tapiwa Trust Chikohora       | Đảng Liên minh vì Hòa bình và Phát triển Zimbabwe | 10.230    | 0.23   |
|                                           | Gwinyai Henry Muzorewa       | Hội đồng Quốc gia Thống nhất châu Phi             | 7.053     | 0.16   |
|                                           | Elisabeth Valerio            | Liên minh Zimbabwe Thống nhất                     | 6.989     | 0.16   |
|                                           | Harry Peter Wilson           | Đảng Đối lập Dân chủ                              | 6.743     | 0.15   |
|                                           | Lovemore Madhuku             | Quốc hội Lập hiến                                 | 5.323     | 0.12   |
| Tổng cộng                                 | Tổng cộng                    | Tổng cộng                                         | 4.468.668 | 100.00 |
|                                           |                              |                                                   |           |        |
| Phiếu bầu hợp lệ                          | Phiếu bầu hợp lệ             | Phiếu bầu hợp lệ                                  | 4.468.668 | 97.97  |
| Phiếu bầu không hợp lệ/trống              | Phiếu bầu không hợp lệ/trống | Phiếu bầu không hợp lệ/trống                      | 92.553    | 2.03   |
| Tổng cộng phiếu bầu                       | Tổng cộng phiếu bầu          | Tổng cộng phiếu bầu                               | 4.561.221 | 100.00 |
| Cử tri phiếu bầu đã đăng ký               | Cử tri phiếu bầu đã đăng ký  | Cử tri phiếu bầu đã đăng ký                       | 6.623.511 | 68.86  |
| Nguồn: Zimbabwe Electoral Commission, ZEC |                              |                                                   |           |        |

### Quốc hội
|                                                         |                                                   |           |        |       |        |            |           |     |
| Đảng                                                    | Đảng                                              | Phiếu bầu | %      | Ghế   | Ghế    | Ghế        | Ghế       | Ghế |
| Đảng                                                    | Đảng                                              | Phiếu bầu | %      | Chung | Phụ nữ | Thiếu niên | Tổng cộng | +/– |
|                                                         | ZANU–PF                                           | 2.515.607 | 56.18  | 137   | 33     | 7          | 177       | –2  |
|                                                         | Liên minh Công dân Vì Sự Thay đổi                 | 1.856.393 | 41.46  | 73    | 27     | 3          | 103       | Mới |
|                                                         | Phong trào Thay đổi vì Dân chủ – Tsvangirai       | 15.307    | 0.34   | 0     | 0      | 0          | 0         | –88 |
|                                                         | Liên minh Nhân dân châu Phi Zimbabwe              | 10.857    | 0.24   | 0     | 0      | 0          | 0         | 0   |
|                                                         | Liên minh Zimbabwe Thống nhất                     | 4.937     | 0.11   | 0     | 0      | 0          | 0         | Mới |
|                                                         | Quốc hội Lập hiến                                 | 2.462     | 0.05   | 0     | 0      | 0          | 0         | 0   |
|                                                         | Đảng Đối lập Dân chủ                              | 2.105     | 0.05   | 0     | 0      | 0          | 0         | Mới |
|                                                         | Đại hội FreeZim                                   | 1.926     | 0.04   | 0     | 0      | 0          | 0         | 0   |
|                                                         | Liên minh Dân chủ Zimbabwe                        | 1.881     | 0.04   | 0     | 0      | 0          | 0         | 0   |
|                                                         | Đảng Cộng hòa Mthwakazi                           | 1.641     | 0.04   | 0     | 0      | 0          | 0         | 0   |
|                                                         | Đảng Phục hưng Quốc gia Zimbabwe                  | 1.271     | 0.03   | 0     | 0      | 0          | 0         | Mới |
|                                                         | Đại hội Dân tộc Phi Zimbabwe                      | 628       | 0.01   | 0     | 0      | 0          | 0         | Mới |
|                                                         | Hội đồng Quốc gia Thống nhất châu Phi             | 574       | 0.01   | 0     | 0      | 0          | 0         | 0   |
|                                                         | Đảng Liên minh vì Hòa bình và Phát triển Zimbabwe | 434       | 0.01   | 0     | 0      | 0          | 0         | Mới |
|                                                         | Đại hội Nhân dân Toàn quốc                        | 297       | 0.01   | 0     | 0      | 0          | 0         | Mới |
|                                                         | Những chiến binh đấu tranh cho tự do kinh tế      | 286       | 0.01   | 0     | 0      | 0          | 0         | Mới |
|                                                         | Đảng Tự do Thống nhất                             | 187       | 0.00   | 0     | 0      | 0          | 0         | Mới |
|                                                         | Liên minh Tự do                                   | 148       | 0.00   | 0     | 0      | 0          | 0         | Mới |
|                                                         | Độc lập                                           | 60.445    | 1.35   | 0     | 0      | 0          | 0         | –1  |
| Tổng cộng                                               | Tổng cộng                                         | 4.477.386 | 100.00 | 210   | 60     | 10         | 280       | +10 |
|                                                         |                                                   |           |        |       |        |            |           |     |
| Nguồn: Zimbabwe Electoral Commission Zimbabwe Elections |                                                   |           |        |       |        |            |           |     |

### Thượng viện
|                                      |                                   |     |     |
| Đảng                                 | Đảng                              | Ghế | +/– |
|                                      | ZANU–PF                           | 33  | –1  |
|                                      | Liên minh Công dân Vì Sự Thay đổi | 27  | Mới |
| Tù trưởng                            | Tù trưởng                         | 18  | 0   |
| Người khuyết tật                     | Người khuyết tật                  | 2   | 0   |
| Tổng cộng                            | Tổng cộng                         | 80  | 0   |
|                                      |                                   |     |     |
| Nguồn: Zimbabwe Electoral Commission |                                   |     |     |